# Ferencszállás, Csongrád
Ferencszállás  este un sat în districtul Szeged, județul Csongrád, Banat,  Ungaria, având o populație de 640 de locuitori (2011).

## Demografie
Componența etnică a satului Ferencszállás
     Maghiari (97,37%)
     Români (1,48%)
     Alții (1,15%)
Componența confesională a satului Ferencszállás
     Romano-catolici (49,06%)
     Fără religie (24,06%)
     Reformați (6,09%)
     Atei (1,09%)
     Necunoscută (17,19%)
     Alte religii (3,75%)
Conform recensământului din 2011, satul Ferencszállás avea 640 de locuitori. Din punct de vedere etnic, majoritatea locuitorilor (97,37%) erau maghiari, cu o minoritate de români (1,48%). Nu există o religie majoritară, locuitorii fiind romano-catolici (49,06%), persoane fără religie (24,06%), reformați (6,09%) și atei (1,09%). Pentru 17,19% din locuitori nu este cunoscută apartenența confesională.